# Lilo i Stich (serial animowany)
Lilo i Stich (ang. Lilo & Stitch: The Series, 2003-2006) – amerykański serial animowany, który jest kontynuacją filmu pod tym samym tytułem. Serial powstał w studiu Walta Disneya.
Serial składa się z trzech serii. Pierwsza liczy 39 odcinków, druga 9, a trzecia - 17.
Serial jest emitowany w Polsce na kanale Disney Channel od 3 grudnia 2006 roku. Od 4 lutego 2013 roku serial jest emitowany na siostrzanej stacji Disney Junior.

## Postacie
- Lilo – mała hawajska dziewczynka, która wiodła życie pełne smutku, odtrącona przez koleżanki, do czasu aż spotyka Stitcha. Ma długie czarne włosy, czerwone ubranie w białe liście palmy i sandałki. Jest wielką fanką Elvisa Presleya

- 626-Stitch – stworzony genetycznie mutant, którego jedynym celem jest niszczenie. Miał spędzić resztę życia na meteorze, ale uciekł na Ziemię, gdzie zamieszkał na Kauaʻi (jednej z wysp hawajskich). Przypomina niebieskiego koalę. Ma czułki na głowie, wyrostki grzbietowe i dodatkową parę rąk (może je chować we wnętrzu ciała).

- 624-Andzia - różowy eksperyment, w którym zakochany jest Stich. Występuje w 3 odcinkach (Andzia-25,seria 1,Psujek-63,seria2,Folmolomeusz-65,seria2) i w filmie(Leroy i Stich). Potrafi sprowadzać na stronę zła (śpiewając pewną piosenkę) i dobra (śpiewając tę samą piosenkę, od tyłu).

- Nani – starsza siostra Lilo. Po śmierci rodziców, zajmuje się domem, co na początku wychodzi jej kiepsko. W serialu „Lilo i Stitch” pracuje w wypożyczalni sprzętu pływackiego. Nosi krótkie jeansowe spodnie i czerwono-białą koszulkę.

- Jumba – "Diaboliczny geniusz" jak lubi się tytułować. Kosmita z planety Quanti-qunte. Został z niej wygnany za swoje eksperymenty. Ma fioletowo-różową skórę, wielkie nogi (podobne do słoniowych, tylko bez palców) i czworo oczu. Stworzył 629 obiektów. Czy skończył z tą pracą? Odpowiedź brzmi "Nie".

- Pleakley – jednooki, wiotki i trójnogi kosmita. Pracował jako agent Federacji galaktycznej, ale go wyrzucili. Swój pobyt na Ziemi spędza na poznawaniu jej, oglądaniu teleturniejów i przymierzaniu kobiecych strojów. W serialu wielokrotnie nosi czarną perukę. Jest bardzo poważny i martwi się o bezpieczeństwo swoich przyjaciół. Występuje w każdym odcinku.

- Gantu – były kapitan floty Federacji Galaktycznej. Został wylany za to, że nie złapał Sticha. Przez cały serial pomaga doktorowi Chomikwilowi łapać eksperymenty, co zawsze kończy się klapą. Planeta z której pochodzi, jest nieznana. Jest muskularny, ma słoniowe nogi, głowę trochę przypominającą głowę Predatora (boczne wyrostki). Gdy mu się coś nie udaje mówi "Zygzak". Na eksperymenty często mówi żaby, lub paskudy. 
Często jest mylony z wielorybem ze względu na rozmiar. Kiedy pytają go, skąd pochodzi, odpowiada, że z Samoa. W filmie „Leroy i Stich” dołącza do Lilo, aby ocalić obiekty.

- 625-Gracham – poprzednia wersja Stitcha. Ma te same zdolności co Stitch: siłę, inteligencję, odporność i algorytmy językowe. Jest tylko zbyt leniwy, by ich używać. Robi jednak świetne kanapki, co jest pokazane w serialu. W „Leroy i Stitch” Lilo chrzci go imieniem Ruben, za co on odwdzięcza się jej ratując Stitcha. W filmie tylko dwa razy używa swych zdolności.

- Dr. Chomik Wader, na Disney Channel Chomikville (czyt. Chomikwil) – główny wróg bohaterów. Jest mały, ma rozmiary nornicy. Ciągle krzyczy, że nie jest nornicą, a chomikiem. Nosi czerwoną pelerynkę z zapinką w kształcie litery "H".

- Pani Hasagawa – miła staruszka handlująca owocami. Nosi wielkie okulary, pomimo których słabo widzi (oczy są zamglone). Nosi zielono-brązową sukienkę, biały fartuch i siwe włosy spięte w kok. Często pomaga Lilo, np. dając dom niektórym eksperymentom. W odcinku "Morpholomew" flirtowała z dziadkiem Amerykańskiego Smoka Jake’a Longa.

- Martha Edmond – nieprzyjemna rudowłosa dziewczynka chodząca z Lilo na lekcje Hula. Nosi okulary w niebieskich oprawkach, spodnie dżinsowe i żółtą koszulkę. Lubi sprawiać Lilo przykrość krytykując wygląd jej i Stitcha. Ma trzy koleżanki, które na każdą jej uwagę o Lilo wtórują jednoczesnym "taaaak". Opiekunka eksperymentu 007.

- Młode małżeństwo – dziewczyna z brązowymi włosami i chłopak w okularach. Występują bardzo często w serialu. Są zwykle pierwszymi ofiarami eksperymentów, np. Buczka bądź Cioska. Najczęściej widać ich w kawiarni Kiki, bądź gdy idą ulicą.

- Keoni – syn szefa Nani. Obiekt westchnień Lilo. Nosi niebieską koszulę, czerwone spodnie i ma charakterystyczną fryzurę. Zawsze ma wyluzowany wyraz twarzy. Jest jednym z najlepszych skate'ów. W odcinku "Nochal" wyjawił, że przez tydzień kochał się w "Cioci Plikli". Był zadowolony kiedy dowiedział się, że tzw. Ciocia nie jest kobietą.

- Kumu – nauczyciel Lilo i dziewczynek w szkole Hula. Jest przy kości, zawsze nosi niebieską spódnicę, ma czarne włosy spięte w kok i miły wyraz twarzy.

- Yuki, Teresa i Elena – przyjaciółki Marthy Edmond. Ciągle z nią chodzą i mówią Taaak!.

## Odcinki

### Filmy
| #  | Tytuł             | Polski tytuł  | Premiera         |
| -- | ----------------- | ------------- | ---------------- |
| F1 | Stitch! The Movie | Stich: Misja  | 26 sierpnia 2003 |
| F2 | Leroy & Stitch    | Leroy i Stich | 23 czerwca 2006  |